# Bratstvo
Bratstvo (en rus: Бра́тство; transliterat: Bratstvo; traduible com a «Germandat») és una pel·lícula de guerra russa de 2019, dirigida per Pàvel Lungín, dedicada a la retirada de les tropes soviètiques de l'Afganistan en l'etapa final de la Guerra afganosoviètica.
Originalment, la data d'estrena a Rússia es va anunciar pel 6 de desembre de 2018, tot i que després es va ajornar sis mesos. L'acte d'estrena amb l'equip de filmació va tenir lloc el 29 d'abril de 2019 al cinema de Moscou "Oktyabr", situat a l'avinguda Nova Arbat. Finalment, la pel·lícula es va estrenar el 10 de maig de 2019.

## Argument
La pel·lícula es desenvolupa lloc l'any 1988, a la vigília de la retirada de les tropes soviètiques de l'Afganistan. La 108a divisió de fusellers motoritzats s'haurà de retirar pel pas de Salang, controlat pel grup dels mujahidins. La qüestió es complica pel fet que un pilot militar soviètic és capturat pels mujahidins. Comença un joc complex, en el qual s'entrellacen els interessos oposats de moltes persones diferents: oficials d'estat major, islamistes, forces especials, intel·ligència, funcionaris del govern afganès, empleats dels serveis especials soviètics, tadjiks i paixtus. Al centre hi ha soldats de reconeixement, per als quals la regla segueix sent més important que qualsevol consideració política: no abandoneu el vostre deure.

## Producció
Segons Pàvel Lungín, la idea de crear la pel·lícula va sorgir després d'una reunió amb un diputat de la Duma Estatal de la Federació Russa i antic director del Servei Federal de Seguretat (FSB) Nikolai Kovaliov, que va servir a l'Afganistan i va negociar personalment amb l'enemic, i la pel·lícula en si es basa en les seves memòries. El guió va ser escrit pel fill del director, Aleksandr Lungín, mentre que, segons el director, «tots vam treballar junts: ens vam asseure als arxius, vam desenterrar aquesta història. Però bàsicament és una idea seva». Segons el servei de premsa de la pel·lícula, la trama es basa en les memòries d'oficials superiors del Servei d'Intel·ligència Exterior, la pel·lícula es basava en els esdeveniments relacionats amb l'operació per retirar la 108a divisió de fusellers motoritzats des de la plana de Charikar fins al pas de Salang.
El maig de 2016, Lungín va parlar de la pel·lícula en un pitching audiovisual al cinema Fund: «El tema principal de la pel·lícula és l'heroisme no ceremonial, com a la pel·lícula Oni srajalis za Rodinu. Els espectadors la veuran com una cosa heroica, l'amistat neix de la dura vida de la guerra, sorgeixen qüestions morals molt grans». També va assenyalar que la pel·lícula no era semblant als seus treballs anteriors: «Sempre canvio de gènere, i aquesta vegada vaig decidir rodar un drama militar amb elements de comèdia. Això és el que passa sempre a la guerra: en temps difícils, la gent psicològicament intenta facilitar-se la vida rient».
Inicialment, es va suposar que la producció aniria a càrrec del fill del director, Aleksandr Lungín, i tota la pel·lícula es rodaria a Tadjikistan. A causa de la situació inestable a l'Afganistan, es va haver de dur a terme el rodatge a localitzacions del Daguestan, Tadjikistan i Kirguizstan. Al Daguestan, el rodatge es va dur a terme a Derbent i Buinaksk, així com al districte de Gunibsky i al poble de Dubki, situat al districte de Kazbekovski. A la regió de Gunib, el rodatge es va dur a terme, en particular, a l'antic poble de muntanya de Korodà, que recorda un poble afganès. Per participar en les escenes de batalla, es van implicar soldats reals i equipament militar. El rodatge es va acabar l'octubre de 2017.
El febrer de 2018, la pel·lícula es va presentar al Festival de Cinema de Berlín, on el director va signar un contracte amb l'empresa francesa Loco Films, que s'ocuparia de les vendes internacionals.

## Estrena
El primer tràiler de la pel·lícula va aparèixer l'1 de febrer de 2019.
L'estrena estava programada pel 9 de maig de 2019, tanmateix, el 12 d'abril, el ministre de Cultura rus, Vladímir Medinski, va suggerir que el director escollís una altra data per no alimentar la polèmica. Dies abans, un membre del Consell de la Federació, Ígor Morózov, va demanar que el 9 de maig no s'estrenés a les pantalles, perquè, segons la seva opinió, «provoca una reacció mixta i distorsiona els esdeveniments històrics». El 17 d'abril de 2019 es va saber que la pel·lícula va rebre un certificat de distribució habilitant-la a partir del 10 de maig.

## Repartiment
- Vitali Kísxenko com a Vasiliev, comandant de la divisió i tinent general de l'exèrcit soviètic
- Kirill Pirogov com a major Nikolai Dmitrievitx, coronel de la Primera Direcció Principal de la KGB de l'URSS, cap del departament zonal
- Fiodor Lavrov com a Volodia, resident de la KGB a l'Afganistan
- Viatxeslav Xikhaleiev com a Alexander Vasiliev, pilot de caça abatut pels mujahidins (fill del general)
- Parviz Pulodi com a Majed, oficial d'intel·ligència afganès, paixtu
- Ievgueni Sangadjiev com a oficial dels serveis especials afganès, uzbek
- Oleg Vasilkov com a major Kharlamov, comandant de reconeixement
- Anton Momot com a «Grek", tinent, recent graduat d'una escola militar
- Ian Tsàpnik com a Abdusalamov, membre d'una companyia de reconeixement que va ser capturat
- Aleksandr Kuznetsov com a «Stall», un explorador experimentat
- Karim Temirkhanov com a Enginyer Hashim, líder polític dels mujahidins
- Ali Muhammad com a Sardar, comandant de camp dels mujahidins, tadjik
- Anton Kuznetsov com a Abubakr, també conegut com Vitya, un presoner de guerra soviètic que es va convertir en mujahidí
- Arslan Murzabekov com a mujahidí
- Roman Kolotukhin com a «Malets», un jove lluitador
- Mikhail Kremer com a «Girya», lluitador de reconeixement
- Kirill Iermitxov com a «Melnik», lluitador de reconeixement
- Ievgueni Zelenski com a capatàs, lluitador de les forces especials del GRU
- Vassili Butkevitx com a director de fotografia de Moscou

## Crítica
A la premsa russa, la pel·lícula va rebre una mitjana de crítiques positives. Es van publicar ressenyes d'aprovació en publicacions com ara TASS, GQ, Colta, Kanobu, Kommersant, Nóvaia Gazeta, Esquire, Forbes, Lenta.ru i Iskusstvo Kino. No obstant això, un conegut columnista, Ievgueni Bajénov («BadComedian»), va parlar negativament de la pel·lícula.
Iuri Gladílsxikov, a la revista Forbes, va expressar la seva sorpresa pel gran rebuig que diputats i veterans de guerra mostraven a la pel·lícula: «Tot l'escàndol al voltant de la pel·lícula és alimentat pels ximples. No hi ha res a què aferrar-se». Segons el crític, «a Bratstvo gairebé no hi ha res que no sabem de la guerra a l'Afganistan», però, el missatge principal de la pel·lícula és diferent: «Bratstvo és una pel·lícula pacifista que capta amb detalls, realitats, precisió psicològica, emocions, girs argumentals inesperats». Gladílsxikov també va definir Bratstvo com la primera «pel·lícula real» sobre la guerra afganesa, filmada a Rússia trenta anys després del seu final.
| «                   | Per què és al nostre país —l'únic d'Europa— que gent incompetent s'enfila constantment a l'art? Bé, sí, fa temps que sabem que els dos principals problemes de Rússia són els ximples i les carreteres. Però només les carreteres no són suficients per als ximples? En el robatori en què, per cert, mostren una astúcia notable: en un sol passatge que porta al famós hospital de Moscou, on s'obre casa meva, s'ha desplaçat almenys trenta-tres vegades l'asfalt i les tuberies durant els darrers deu anys: tres o quatre vegades l'any. | » |
| — Iuri Gladílsxikov | |   |

Anton Dolin, a la seva crítica breu en 140 caràcters del portal Meduza, va descriure la pel·lícula com «un drama militar contundent, en realitat contra la guerra (...), amb actors excel·lents».